# سيرغي بوروفسكي
سيرغي بوروفسكي (مواليد 29 يناير 1956) هو لاعب كرة قدم. يلعب مع منتخب الاتحاد السوفييتي لكرة القدم. سبق له أن لعب في كأس العالم لكرة القدم مع منتخب بلاده.

## مسيرته الكروية
لعب سيرغي بوروفسكي خلال مسيرته الاحترافية مع نادِ واحدٍ في خمسة عشر موسمًا وسجل خلالها 8 أهداف ضمن 399 مباراة. ولم يفز بأي موسم بالكأس وفاز في موسم واحد بالدوري.
خاض سيرغي بوروفسكي مسيرته مع نادي دينامو مينسك في موسم 1973 ليلعب معه خمسة عشر موسمًا، مشاركًا في 399 مباراة سجل خلالها 8 أهداف.

## روابط خارجية
- سيرغي بوروفسكي على موقع الاتحاد الدولي (مؤرشف)  (الإنجليزية)
- سيرغي بوروفسكي على موقع قاعدة بيانات كرة القدم.إي يو (الإنجليزية)
- سيرغي بوروفسكي على موقع ناشيونال فوتبول تيمز (الإنجليزية)